# Landschaftsschutzgebiet Jägerbach

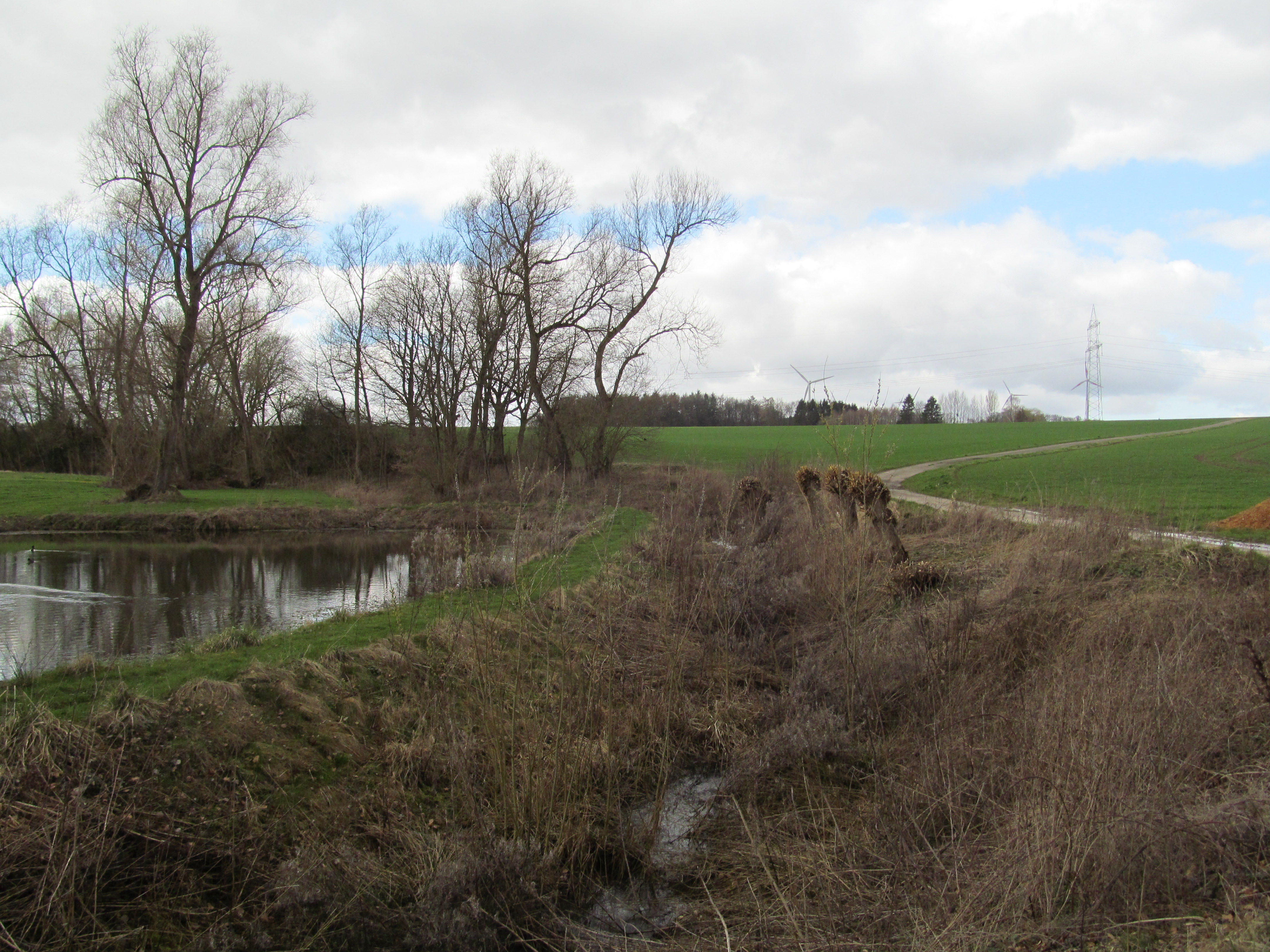
Jägerbach im Landschaftsschutzgebiet

Das Landschaftsschutzgebiet Jägerbach mit 17 ha Flächengröße liegt südwestlich von Kirchheide im Stadtgebiet von Lemgo. Es wurde 2009 mit dem Landschaftsplan Lemgo durch den Kreistag des Kreises Lippe als Landschaftsschutzgebiet (LSG) ausgewiesen.

## Beschreibung
Das LSG umfasst den etwa den 2 km langen Abschnitt des naturnahen Jägerbach mit zwei Zuläufe. Die Quelle des Jägerbaches liegt in einem naturnahen Buchenwald innerhalb des Schutzgebietes. Im Quellbereich stehen Erlen am Bach. Später fließt der Bach durch Fichten- und junge Laubwaldbestände. In Teilbereichen ist der Bach über eine längere Strecke verrohrt. Nachdem am Waldrand einige Fischteiche durch das Gewässer gespeist werden, verläuft der Jägerbach größtenteils parallel zu einem Wirtschaftsweg. Hier umgibt den Bach Grünland. Beim ersten Wohnhaus am LSG liegen zwei Teiche. Einer der Teiche hat einen breiten Röhrichtgürtel. Aus Süden mündet hier ein Bach in den Jägerbach, der zum Schutzgebiet gehört. Beim zweiten Wohnhaus am LSG gehört eine Obstwiese zum Landschaftsschutzgebiet Jägerbach. Von Norden mündet hier ein weiterer Bach in den Jägerbach, der zum Schutzgebiet gehört. Dieser namenlose Bach ist über weite Strecken verroht. Im Bereich Bohnengrund liegt ein bodensaures Kleinseggenried im LSG. Vor dem dritten Wohnhauses stockt einer Baumreihe mit überwiegend Erlen, Eschen, Weiden und Kirschen am Jägerbach. Hinter dem Wohnhaus ist der Bach stark beschattet durch ein dichtes Ufergehölz. Kurz vor dem Ende des Landschaftsschutzgebietes durchfließt
der Bach eine intensiv genutzte Fisch-Teichanlage.

## Schutzzwecke für das LSG
Laut Landschaftsplan erfolgte die Ausweisung des LSG
- „zur Erhaltung und Wiederherstellung der Leistungsfähigkeit des Naturhaushaltes in ökologisch besonders wertvoll strukturierten Bereichen mit Wasser-, Klima- und Biotopschutzfunktionen,“
- „zur Erhaltung und Wiederherstellung von Quellbereichen und naturnahen Fließgewässern, Wald- und Grünlandbereichen unterschiedlicher Feuchtestufen, Feldgehölzen, Hecken und Obstwiesen,“
- „zur Erhaltung morphologisch ausgeprägter Bereiche zur Sicherung der landschaftlichen Eigenart und Vielfalt für die Erholung,“
- „zur Erhaltung wertvoller Biotopkomplexe aus Wald-Grünlandbereichen, Fließgewässern und Quellen sowie Biotopen nach § 62 LG mit wichtigen Refugial-, Puffer-, Trittstein- und Vernetzungsfunktionen,“
- „zur Erhaltung und Wiederherstellung wichtiger Rückzugsräume für die bedrohte Tier- und Pflanzenwelt,“
- „zur Sicherung der das Orts- und Landschaftsbild gliedernden und belebenden und die dörflichen Siedlungsstrukturen prägenden Freiraumelemente.“[1]

## Rechtliche Vorschriften
Im Landschaftsschutzgebiet ist unter anderem das Errichten von Bauten und Fischteichen verboten. Grün- und Brachland darf nicht in eine andere Nutzungsart umgewandelt oder umgebrochen werden.